# Hilal Öztürk
Hilal Öztürk (* 21. Januar 2002) ist eine türkische Judoka. Sie gewann bis 2024 bei Weltmeisterschaften eine Bronzemedaille im Schwergewicht.

## Sportliche Karriere
Hilal Öztürk wurde 2019 Dritte der Kadetten-Europameisterschaften und der Kadetten-Weltmeisterschaften. Nach der Wettkampfpause 2020 wegen der COVID-19-Pandemie gewann sie von September bis November 2021 sogar drei Bronzemedaillen. Nach den Junioreneuropameisterschaften und den Juniorenweltmeisterschaften wurde sie auch Dritte bei den U23-Europameisterschaften. Im August 2022 erreichte Hilal Öztürk das Finale der Juniorenweltmeisterschaften in Guayaquil und wurde Zweite hinter der Japanerin Mao Arai. Im September 2022 gewann Öztürk die Junioreneuropameisterschaften gegen die Italienerin Asya Tavano und im Oktober die U23-Europameisterschaften gegen die Ukrainerin Ruslana Bulawina.
Im Mai 2023 schied Öztürk bei den Weltmeisterschaften in Doha in der zweiten Runde gegen die Niederländerin Marit Kamps aus. Bei den Europameisterschaften 2024 in Zagreb verlor Öztürk im Viertelfinale gegen die Portugiesin Rochele Nunes. Im Kampf um eine Bronzemedaille traf sie auf ihre fast 14 Jahre ältere Landsfrau Kayra Özdemir und unterlag. Einen Monat später bei den Weltmeisterschaften in Abu Dhabi gewann Öztürk im Viertelfinale gegen die Französin Léa Fontaine und verlor im Halbfinale gegen die Japanerin Wakaba Tomita. Den Kampf um eine Bronzemedaille gewann Öztürk gegen die Chinesin Xu Shiyan.